# Василе, Никулина
Никулина Василе (рум. Niculina Vasile; род. 13 февраля 1958), в девичестве Илие (рум. Ilie) — румынская легкоатлетка, специалистка по прыжкам в высоту. Выступала за сборную Румынии по лёгкой атлетике во второй половине 1970-х — первой половине 1980-х годов, победительница национальных чемпионатов, участница летних Олимпийских игр в Лос-Анджелесе.

## Биография
Никулина Илие родилась 13 февраля 1958 года. Занималась лёгкой атлетикой в Бухаресте, проходила подготовку в столичном клубе «Динамо».
Впервые заявила о себе в лёгкой атлетике на международном уровне в сезоне 1975 года, когда вошла в состав румынской сборной и выступила на юниорском европейском первенстве в Афинах, где в зачёте прыжков в высоту заняла 12-е место.
В 1979 году прыгала в высоту на Всемирной Универсиаде в Мехико, показала в финале 13-й результат.
В 1981 году одержала победу на чемпионате Румынии. Будучи студенткой, представляла страну на домашней Всемирной Универсиаде в Бухаресте — в финале с результатом 1,88 стала седьмой.
В 1982 году защитила звание национальной чемпионки.
В 1983 году на домашних соревнованиях в Бухаресте превзошла всех соперниц с восьмым результатом мирового сезона — 1,97 метра. На Всемирной Универсиаде в Эдмонтоне была девятой, тогда как на чемпионате мира в Хельсинки в финал не вышла.
В 1984 году вновь выиграла чемпионат Румынии. Благодаря череде успешных выступлений удостоилась права защищать честь страны на летних Олимпийских играх в Лос-Анджелесе — в финале взяла высоту в 1,85 метра, расположившись в итоговом протоколе соревнований на 11-й строке.
В июне 1985 года в Бухаресте установила свой личный рекорд в прыжках в высоту — 1,98 метра (шестой результат мирового сезона).
Впоследствии больше не показывала сколько-нибудь значимых результатов в лёгкой атлетике на международной арене.